# Oedaspis escheri
Oedaspis escheri
 es una especie de insecto del género Oedaspis de la familia Tephritidae del orden Diptera.
Mario Bezzi la describió científicamente por primera vez en el año 1910.